# Most w Połańcu
Ten artykuł należy dopracować:

przedstawiono sytuację tylko z mieleckiej perspektywy – artykuł powinien być przekrojowy.
Pomóż go poprawić. 
Most w Połańcu – most drogowy przez rzekę Wisłę w Połańcu w województwie świętokrzyskim, który łączy województwa świętokrzyskie i podkarpackie.
Alternatywne wobec mostu w Połańcu najbliższe przeprawy mostowe przez Wisłę znajdują się w dół rzeki w Tarnobrzegu – Nagnajowie (w ciągu drogi krajowej nr 9) i w górę rzeki w Szczucinie (w ciągu drogi krajowej nr 73), które prowadzą ruch kołowy przez środek obu miast.

## Historia budowy
Wcześniej była tu przeprawa promowa, która została zastąpiona przeprawą mostową.
Budowa przeprawy mostowej na Wiśle w okolicach Połańca oraz dróg dojazdowych jest wspólnym projektem obu województw, którego celem jest rozbudowa układu komunikacyjnego oraz usprawnienie ruchu w obszarze Specjalnej Strefy Ekonomicznej Euro-Park Mielec.
W ramach wspólnego projektu województwo podkarpackie finansowało budowę połowy mostu na rzece Wiśle w Połańcu, 2,2 km drogi dojazdowej z mostem na rzece Breń, około 10 km nowego odcinka drogi łączącej drogę wojewódzką nr 982 z drogą 985 i most na rzece Wisłoce. Województwo świętokrzyskie finansowało budowę połowy mostu na rzece Wiśle, 17 km odcinek drogi wojewódzkiej nr 764 Staszów – Połaniec oraz most na rzece Czarna Staszowska.
Na początku 2011 roku przygotowano raport dla Regionalnej Dyrekcji Ochrony Środowiska w Rzeszowie w celu uzyskania decyzji środowiskowej. W lipcu 2012 roku ogłoszono przetarg na realizację inwestycji. Przetarg, rozstrzygnięty w październiku, wygrało konsorcjum składające się z Przedsiębiorstwa Robót Mostowych „Mosty – Łódź, Vistal Gdynia i Kieleckiego Przedsiębiorstwo Robót Drogowych. Most zbudowano w latach 2012–2014. Inwestycja została dofinansowana z Europejskiego Funduszu Rozwoju Regionalnego w ramach Programu Operacyjnego Rozwój Polski Wschodniej.
12 listopada 2014 roku most wraz z drogą Połaniec – Tuszów Narodowy został oddany do użytku.